# Europese weg 451

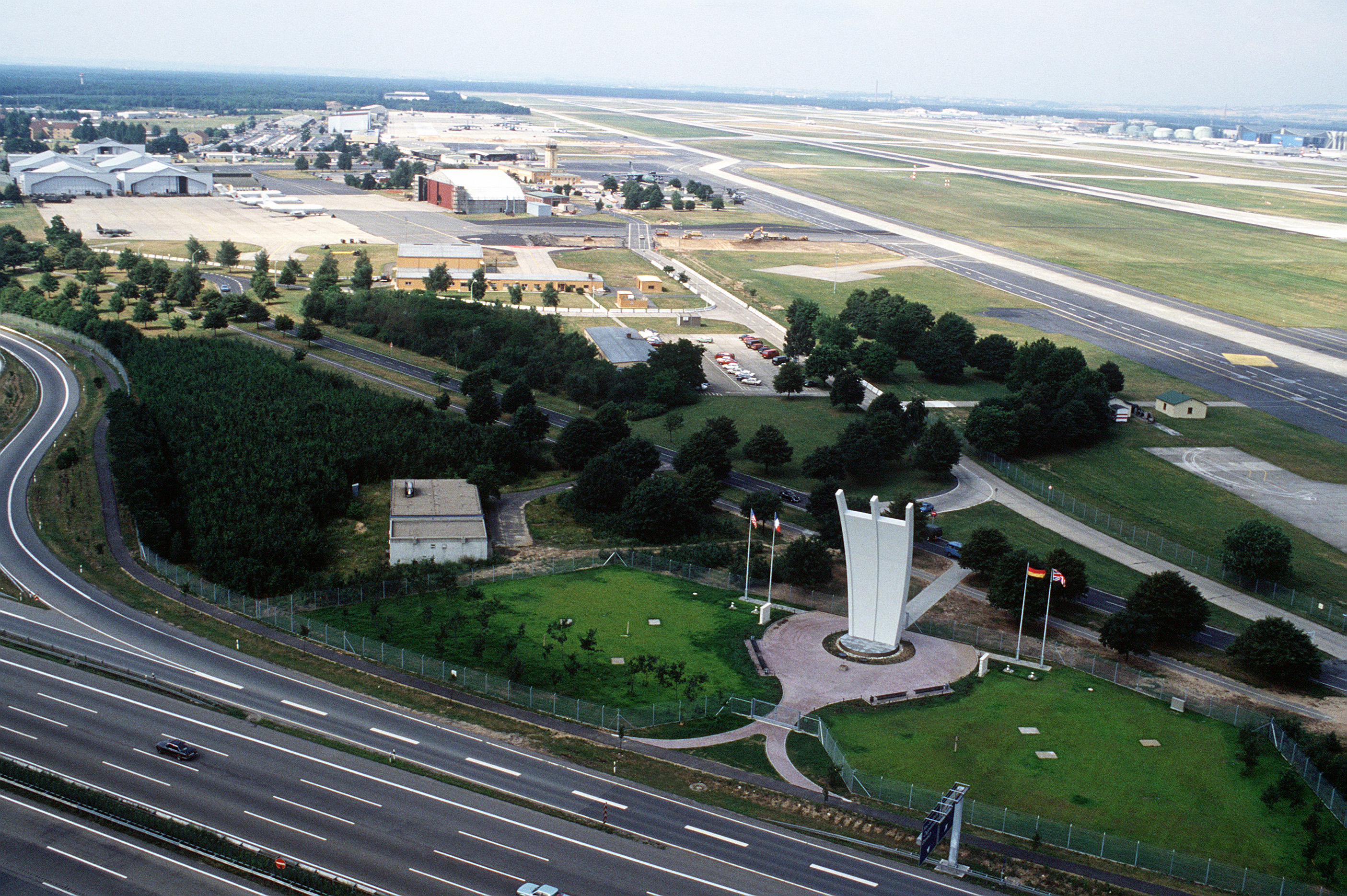
De E451 bij Luchthaven Frankfurt am Main

De Europese weg 451 of E451 is een Europese weg die loopt van Gießen in Duitsland naar Mannheim in Duitsland.

## Algemeen
De Europese weg 451 is een Klasse B-verbindingsweg en verbindt het Duitse Gießen met het Duitse Mannheim en komt hiermee op een afstand van ongeveer 125 kilometer. De route is door de UNECE als volgt vastgelegd: Gießen - Frankfurt am Main - Mannheim.